# 足球風雲角色列表
足球風雲角色列表是漫畫、電視動畫及劇場動畫作品《足球風雲》的登場人物列表。

## 靜岡縣登場人物列表

### 掛川高校
田仲俊彥（聲：綠川光（第一部動畫）、森久保祥太郎（Goal to the Future）／香港：梁偉德（第一部動畫，TVB）、梁皓翔（Goal to the Future，ViuTV）／台灣：李猶龍（三立都會台）／于正昇（華視））
1975年7月22日出生，身高172公分，體重60公斤，血型O型
球衣號碼：11（夏季賽）、10（冬季賽、日本青年代青隊、日本國家隊、皇家馬德里），位置：前鋒
得意技：夢幻左腳、必殺右腿、幽靈盤球、遠距離射門(漫畫最遠50公尺、動畫最遠55公尺)、蛇行盤球(與和廣、佐佐木合作)、零角度射門(動畫版)。
本作主角，初登場時為掛川高中一年級生，中學就讀於掛川市立西中學校，與平松和廣及白石健二被稱為掛川鐵三角。於掛川市立西中學校已擁有「必殺右腿」稱號，在一場比賽中看見久保的出色表現而加入掛川高中。
最後成為皇家馬德里之攻擊前鋒，背號10號。
平松和廣（聲：菊池正美（第一部動畫）、平川大輔（Goal to the future）／香港：蘇強文（第一部動畫，TVB）、袁德基（Goal to the Future，ViuTV）／台灣：符爽（三立都會台）／劉傑（華視））
1975年4月26日出生，身高170公分，體重59公斤，血型A型
球衣號碼：9，位置：右翼前鋒(兼角衛)
得意技：香蕉球射門、蛇行盤球(與俊彥、佐佐木合作)、雙重踼球、雙重腳跟踼球、三重腳跟踼球、死角截射(漫畫版出現，動畫版未出現)。
初登場時為掛川高中一年級生，中學就讀於掛川市立西中學校，與田仲俊彥及白石健二被稱為掛川鐵三角。在一場比賽中看見久保的出色表現而加入掛川高中，初中時曾因父親而放棄踢足球，後來由於遠藤一美的鼓勵才繼續踢足球，擁有出色速度與過人技術。
最後加入兵工廠，是日本隊中的球員兼隊醫。
白石健二（聲：林延年／香港：黎偉明／台灣：于正昌（華視））
1975年8月17日出生，身高174公分，體重63公斤，血型B型
球衣號碼：1，位置：守門員
得意技：後空翻救球、頭搥、超級大腳(可一腳將球送至跑至前場的馬掘、和廣、俊彥等人腳下)。
初登場時為掛川高中一年級生，中學就讀於掛川市立西中學校，與田仲俊彥及平松和廣被稱為掛川鐵三角。因為久保出色的球技而與田仲及平松一起加入掛川高中。喜歡打架，加入足球隊前曾是電單車黨成員，喜歡田仲的姊姊。
最後加入J.League磐田山葉。
經常對某些女性性騷擾、因此常被這些女性海扁。
久保嘉晴（聲：古川登志夫（第一部動畫）、鳥海浩輔（Goal to the future）／香港：李錦綸（第一部動畫，TVB）、郭俊廷（Goal to the Future，ViuTV）／台灣：符爽（三立都會台）／劉傑（華視））
1974年7月29日出生，1991年8月9日去世，身高179公分，體重65公斤，血型AB型
球衣號碼：10，位置：中場
初登場時為掛川高中二年級生，掛川高中足球隊隊長，曾於德國逗留數年，為法蘭克福青年隊奪得冠軍後回到日本的絕世天才，也是整部故事最強的高中球員，沒有任何缺點的完人。一年級時創立原本沒足球隊的掛川足球部並定下全國冠軍的目標，升上二年級後努力提攜主角等新進後輩。在高二時發現身患白血病，但隱瞞病情繼續踢球；於對陣掛北的比賽中連過掛北11名球員得分締造傳奇神話，但白血病發心臟衰竭當場倒在球門前，被抬回醫務室後由女友照料但沒多久便死去，掛川全體球員在比賽結束後聽聞久保死訊，匆匆趕到醫務室看到久保屍體而大受打擊崩潰痛哭，接下來的比賽也慘敗出局。象徵王牌的10號球衣由俊彥繼承。
結局為掛川高中得到冬季冠軍，隊長神谷含淚帶著久保的球鞋上台領獎。
極富個人魅力與領導能力的天才明星，不少後輩因崇拜他而喜歡上足球並選讀掛川，掛川所有球員都因久保而成長，死後仍對全體掛川球員有深遠的影響至結局，如金蛇郎君般貫串整部故事的已故人物。
經典台詞「你喜歡足球嗎?」
得意技：遠距離射門、腳跟過人、一扭十一
神谷篤司（聲：森川智之（第一部動畫）、梅原裕一郎（Goal to the future）／香港：林保全（第一部動畫，TVB）、陳健豪（Goal to the Future，ViuTV）／台灣：李猶龍（華視））
1974年10月11日出生，身高175公分，體重63公斤，血型AB型
球衣號碼：7，位置：右中場
初登場時為掛川高中二年級生，與久保為好友，在久保死後成為隊長，帶領掛川成為冬季冠軍。心理素質非常高，能常保高昂鬥志激勵球隊的鐵血硬漢，有「鬥將」之稱。
最後休學加入義甲球隊。
有一妹，基本上等於｢妹控｣
得意技：閱讀比賽(此招令其他球隊非常忌憚)、短截傳球、長程傳球
馬堀圭吾（聲：關智一／香港：郭志權）
1974年9月8日出生，身高172公分，體重63公斤
球衣號碼：11（冬季賽），位置：中場
初登場時為掛川高中一年級生，因聽聞掛川高中是一隊足球強隊而加入，於巴西居住6年後回到日本，曾批評足球隊的練習毫無用處而引起對方的不滿。一場練習賽令隊員的狀態回復，亦將巴西足球風格帶入掛川。
得意技：森巴盤球、無死角射門
大塚繁樹（聲：江川央生／香港：何國星→陳永信）
- 1974年12月13日出生
- 球衣號碼：5，位置：左中場

初登場時為掛川高中二年級生，與赤堀是中學同學，因不想與神谷踢足球，所以起初想加入籃球隊。在掛川與掛北的比賽中，神谷的說話令他改變對神谷的印象。
赤堀強（聲：太田真一郎／香港：魏惠文、李錦綸（代配））
- 1974年9月22日出生，身高192公分*球衣號碼：2，位置：中堅

初登場時為掛川高中二年級生，球隊身高最高的一位。
矢野利己（聲：風間信彥／香港：林國雄）
- 1974年7月21日出生
- 球衣號碼：4，位置：右後衞

初登場時為掛川高中二年級生。
服部正二（聲：佐藤 佑暉 ／香港：陳卓智）
- 1974年5月2日出生
- 球衣號碼：3，位置：中堅

初登場時為掛川高中二年級生。
石橋保（聲：鹽屋浩三／香港：陳卓智）
- 球衣號碼：12，位置：左後衞

初登場時為掛川高中二年級生。
小笠原雄司（聲：／香港：何國星）
- 球衣號碼：1（夏季賽）, 15（冬季賽），位置：守門員

初登場時為掛川高中二年級生。
佐佐木豐（聲：千葉一伸／香港：鄺樹培）
- 1975年1月1日出生
- 球衣號碼：6，位置：左翼前鋒

初登場時為掛川高中一年級生，受好友新田邀請加入足球部，擅長以速度突破。
與新田是絕佳搭檔
- 得意技：蛇行盤球(與俊彥、和廣合作)、零度教射門、錯覺傳球

新田伸一（聲：沼田祐介／香港：馮錦堂）
- 1975年2月3日出生
- 球衣號碼：15（夏季賽）, 8（冬季賽），位置：左後衞

初登場時為掛川高中一年級生，與佐佐木是中學同學。被編入球隊後備位置，久保看見他不斷努力練習，終在夏季賽第二場擔任正選。
與佐佐木是絕佳搭檔
得意技、毫無存在感截鏟、製造越位(被掛川眾人封為｢越位高手｣)
小菅宏俊
- 球衣號碼：18，位置：中鋒

田仲留學時擔任正選。
坪谷順平
- 球衣號碼：17，位置：中場

中學時是日本U-15足球代表隊候補成員。

## Goal to the Future 登場角色

### 掛川高校
辻秀人（聲：小林千晃／香港：杜景煜）
黑川昴流（聲：土岐隼一、唯野朱里（童年）／香港：陳成港、王綺婷（童年））
風馬成（聲：小野友樹、藤原夏海（童年）／香港：周倚天、羅婉楓（童年））
佐原龍（聲：前野智昭／香港：陳啟熾）
園田拓海（聲：齊藤隼一／香港：黃文軒）
並岡翼（聲：真白健太朗／香港：張添勝）
雨谷隆二（聲：鈴木崚汰／香港：郭湛深）
林蒼真（聲：松村龍之介／香港：葉子楓）
立浪陽向（聲：廣瀨大介／香港：潘昀雋）
松橋圭（聲：佐藤祐吾／香港：鄧燦陽）
山口一希（聲：保住有哉／香港：陳漢祺）
仲野桐也（聲：廣瀨裕也／香港：嚴鎮華）
後藤步夢（聲：石井孝英／香港：劉達斌）
千葉佑樹（聲：大町朋裕／香港：黃文軒）
蟹江先生（聲：露崎亘／香港：鄧燦陽）

### 掛川草地足球俱樂部
三芳亮（聲：梅田修一朗）
新代葵（聲：龜山雄慈）
須藤將也（聲：吉田丈一郎）

### 野間田高校
小久保公平（聲：土屋神葉／香港：譚禹晋）
松方新（聲：田丸篤志／香港：劉達斌）
高井田守（聲：露崎亘）
服部（聲：不明／香港：郭湛深）
成宮·阿喀琉斯·巴特林克（聲：塩崎智弘／香港：梁皓翔）
引田尚吾（聲：和田將彌）
羽澤康太（聲：伊瀨結陸）
引田尚吾（聲：和田將彌）
中條學（聲：伊瀨結陸）
櫻田未散（聲：和田將彌）
下田武（聲：新田京助）
野間田教練（聲：三瓶雄樹／香港：鄧燦陽）

### 濱野高校
糸田普唯（聲：西山宏太朗／香港：張振熙）
加藤英（聲：三木晴登）
小西浩和（聲：中嶋諒人）
濱野教練（聲：角田雄二郎／香港：何家裕）

### 藤田東高校
岡航聖（聲：秋吉徹／香港：李家傑）
羽生健二（聲：村上喜紀／香港：嚴鎮華）
橋本忍（聲：櫻井翔二郎／香港：梁皓翔）
藤田東教練（聲：露崎亘／香港：鄧燦陽）

### 主要角色周邊人物
辻彩香（聲：植田佳奈／香港：石梓晴）
辻秀人的媽媽。
安德烈安東尼（聲：岩崎諒太／香港：黃尉斯）
神谷篤司曾於意大利教過的學生，第6集登場。
沙治奧（聲：今井文太／香港：嚴鎮華）
神谷篤司曾於意大利教過的學生，安德烈的哥哥，第6集登場。
沙治奧的母親（聲：田中奏多／香港：王綺婷）
第6集登場。
黑川的母親（聲：新田京助／香港：成樂怡）
第12集登場。

### 其他角色
朋友（聲：大野智敬／香港：潘昀雋、鄧燦陽）
與辻一起打遊戲的朋友，第1集登場。
學生（聲：龜山雄慈／香港：黃文軒、潘昀雋）
在球場旁觀看比賽的學生，第1集登場。
小學生（聲：藤原夏海／香港：成樂怡、石梓晴、羅婉楓）
在公園裏一起踢足球的小學生，第1集登場。
婆婆（聲：秋保佐永子／香港：石梓晴、羅婉楓）
第3集登場。
學校警衛（聲：野川雅史／香港：何家裕）
在深夜巡邏學校的警衛，第7集登場。
女學生（聲：河岡穗乃加、椛澤ゆい／香港：成樂怡、王綺婷）
在球場旁觀看比賽的學生，第8集登場。
小孩（聲：れいみ、關根有咲、角倉英里子／香港：石梓晴、顧詠雪、成樂怡）
黑川小時候被欺負的對象，第9集登場。
岸谷（聲：井上雄貴／香港：嚴鎮華）
一直想找阿辻做訪問的新聞社學生，第9集登場。